# さそり座シグマ星
さそり座σ星(さそりざシグマせい、σ Sco, σ Scorpii)は、さそり座にある恒星で3等星。

## 概要
ヒッパルコスによる視差の測定より、地球からの距離は696光年（214パーセク）と推定されている。2007年にNorthらは、さらに正確な568+75-59光年（174+23-18パーセク）という推計値を出した。
恒星系の主星は、二重線の分光連星であり、望遠鏡では解像できない。その代り、ドップラーシフトによるスペクトルの変化から軌道は確定しており、33.01日の軌道周期で軌道離心率は0.32と推定されている。
連星系の主星さそり座σ星Aは、スペクトル型B1 IIIから巨星への進化の途上にある。太陽質量の約18倍、太陽半径の約12倍で、有効温度26,150Kの外層から太陽の29,000倍の光を放出する。ケフェウス座β型変光星であり、視等級は+2.86から+2.94まで0.2468429日、0.239671日、8.2日の複数の周期で変化する。それぞれの周期で、恒星の温度は4,000K ± 2,000Kの範囲で変化する。
伴星のさそり座σ星Bは、スペクトル型B1 Vの主系列星である。この連星の周りを約0.5秒離れて100年以上の周期で公転するのが、+5.2等級のさそり座σ星Cである。この距離は少なくとも120天文単位で、太陽と海王星の距離の約4倍である。さらに遠く約20秒、4500天文単位以上離れた位置に+8.7等級のB9型の主系列星であるさそり座σ星Dがある。
その位置、若さ、空間速度から、さそり座σ星系はグールド・ベルト、特にさそり－ケンタウルス OBアソシエーションのサブグループさそり座上部アソシエーション (Upper Scorpius Association) のメンバーであると考えられている。最近の年代推定により、さそり座σ星の年齢は800万歳から1000万歳とされ、主系列星の段階にあると考えられている。これは、このサブグループの年齢が1100万歳と推定されていることとよく一致している。 

## 名称
固有名のアル・ニヤト (Alniyat) は、アラビア語で「動脈」を意味するal-niyāţ に由来する。これは元々σ星とτ星から構成されるアステリズムの呼び名であった。2017年2月1日に国際天文学連合の恒星の命名に関するワーキンググループ (Working Group on Star Names, WGSN) は、Alniyat をさそり座σ星Aa1の固有名として正式に承認した。

## 文化
ビクトリア州北西部のブーロン族は、この恒星とさそり座τ星をアンタレス(Djuit)の妻とみなしていた。

## 画像

右下の赤色は、さそり座σ星の光が周囲の塵によって反射したものである。